# Valdete Antoni
Valdete Antoni (13 de septiembre de 1953) es una poetisa contemporánea albanesa. Lirismo, intimidad, sensibilidad, pensamientos y simbolismo definen su poesía.

## Biografía
Valdete nació en Tirana, Albania. En 1975, se graduó con altos honores de la Universidad de Tirana, Facultad de Ciencias Jurídicas y Políticas, Departamento de Periodismo. Ha estado trabajando desde 1977 y en adelante, en la Radio Tirana, Televisión Radiofónica & Nacional.
Es autora de un número grande de obras radiofónicas, espectáculos radiofónicos de arte y cultura. Durante su experiencia como periodista preparó, y condujo un número notable de programas relacionados con la historia de la civilización antigua, historia de las artes y símbolos, y ha publicado en los medios de comunicación escritos, un número de artículos sobre personalidades de arte, especialmente en arte figurativo.
Antoni es una de las fundadoras y miembro actual del Foro albanés de Periodistas (2000). En tal calidad ha organizado muchos talleres, para alfabetización y cultura especializadas para periodismo.

## Obra

### Algunas publicaciones
- "Sueño en la pared" (título original "Ëndërr në mur") Pristina, "Ylberi": 1994

- "Mi pared tiene una camisa" ("Muri im ka veshur këmishë") Tirana, "Toena":1997

- "Vi mi vuelo"  ("E pashë fluturimin tim") Tirana, "Toena": 1999

- "Introduje en el pecho de dios" ("Hyj në kraharor zoti") Tirana, "Toena": 2001

- "Malgastado en Polo Ligero" ("Tretur në polen drite") Tirana, "Toena": 2005

- "Sonido de rocío" ("Vesë Tingulli") poesía seleccionada, Tirana, "Toena": 2011

- "Marmara hanëm" ISBN 9928205124, ISBN 9789928205124 : 2015

Su poesía está publicada en prensa de alfabetización semanal; y, en revistas de cultura mensual como "Mehr Licht", la Antología de Poetas albanesas "Toma te Larta", etc.

## Premios
- En 1999 con el libro "Vi Mi Vuelo" ("E pashë fluturimin tim") se le otorgó el primer premio de la Asociación Albanesa de Artistas y Escritores.[1]

- En 2000, se le otorgó el Galardón por la Mejor Periodista Radiofónica del Año, por la Fundación Cultural albanesa "VELIJA".